# Gravina Islands
De Gravina Islands zijn een eilandengroep in de Alexanderarchipel in de Alaska Panhandle in het zuidoosten van Alaska in de Verenigde Staten.

## Geografie
De eilandengroep bestaat uit vele eilanden, waarvan de vier grootste Gravina Island, Annette Island, Duke Island en Mary Island zijn. Ook liggen de Percy Islands en Hotspur Island in het gebied.
In het westen wordt de groep begrensd door de Clarence Strait, in het zuiden door de Dixon Entrance en door Revillagigedo Channel in het oosten.

## Geschiedenis
De Spaanse ontdekkingsreiziger Jacinto Caamaño vernoemde de Gravina Islands in 1792, ter ere van Federico Gravina.